# Jean de Lauson
Jean de Lauson (1584 – Parigi, 16 febbraio 1666) è stato un funzionario francese.
Originario di un'antica famiglia notabile di origine bretone, Jean de Lauson era il figlio maggiore di François de Lauson, signore di Lirec, consigliere parlamentare, e di Isabelle Lottin, figlia del signore di Charmy. Già da giovane iniziò la carriera dei suoi antenati. Il 3 febbraio 1613 venne nominato consigliere parlamentare e il 23 maggio 1622 Maître des requêtes. Nel 1632 fu uno dei magistrati istruttori nel processo contro Enrico II di Montmorency e, due anni dopo, contro il duca di Érpernon. In seguito divenne anche presidente del gran consiglio, intendente di Provenza, di Guyenne e, verso il 1640, del Delfinato.
Nel 1627 divenne uno dei membri della Compagnia dei Cento Associati e poco dopo divenne intendente. Con questo incarico Lauson dovette occuparsi della restituzione di Québec alla Francia, all'epoca occupata dagli inglesi. Nel 1629 Samuel de Champlain gli scrisse cosa era accaduto in Canada e, nel 1631, il fondatore di Québec testimoniò che grazie all'influenza di Lauson che il negoziato andò a buon fine. Allo stesso tempo Lauson appoggiò i Gesuiti nell'opera di evangelizzazione del Canada. Come intendente della Compagnia, Lauson approfittò per dare ampi benefici alla sua famiglia, tanto che nel 1640 divenne uno dei più grandi proprietari fondiari in Nuova Francia.
Nel 1640 divenne intendente nel Delfinato con residenza a Vienne. In quell'occasione ricevette la visita di padre Charles Lalemant, il quale negoziò a nome della Società Notre-Dame de Montréal, l'acquisto dell'isola dove in seguito venne fondata Ville Marie (cioè la futura città di Montréal). Nel frattempo la situazione in Nuova Francia divenne precaria a causa delle continue incursioni Irochesi. Lauson si offrì per sistemare la questione e, appoggiato da Padre Jérôme Lalemant e raccomandato dai Cento Associati, ottenne la carica di governatore della Nuova Francia nel 1651. Nei primi mesi del suo mandato Lauson diede altri benefici ai suoi figli. Tentò di risolvere i contrasti con gli Irochesi: venne firmata una tregua nel 1653. Nel 1654 Lauson si attribuì il monopolio del commercio delle pellicce, ma i coloni della Nuova Francia si lamentarono di questo abuso. In seguito a un decreto regio di Luigi XIV il commercio venne nuovamente esteso a tutti gli abitanti della colonia. Sentendosi colpito da questo decreto, Lauson decise di ritornare in Francia e lasciò l'amministrazione al figlio Charles. Nel 1657 venne nominato decano del Consiglio Reale.